# ポップコーンムービー
ボップコーンムービー（英語: popcorn movie）、またはポップコーン映画とは、ポップコーンを片手に気軽に楽しめる映画のこと。
主に娯楽映画と呼ばれるものを指し、良くも悪くも集中力の必要としない作品に対して使われるため、しばしば悪意のある使い方をされる場合もある。
基本的にアクション映画や、コメディ映画、ファミリー映画、アニメーション映画などが該当し、一方でアート映画や、シリアスなシーンが含まれる映画は除外される。
インターネットの普及とともにこの言葉が使われるようになり、きっかけのひとつとしてRotten Tomatoesの観客評価のイラストがポップコーンであることが挙げられる。

## 代表的な作品
- ジュラシック・パークシリーズ
- ワイルド・スピードシリーズ
- ミッション:インポッシブルシリーズ
- エクスペンダブルズシリーズ
- ガーディアンズ・オブ・ギャラクシーシリーズ
- ソニック・ザ・ムービーシリーズ
- ザ・ロストシティ
- ブレット・トレイン
- ダンジョンズ&ドラゴンズ/アウトローたちの誇り
- ザ・スーパーマリオブラザーズ・ムービー